# Minoritenkirche (Tulln)

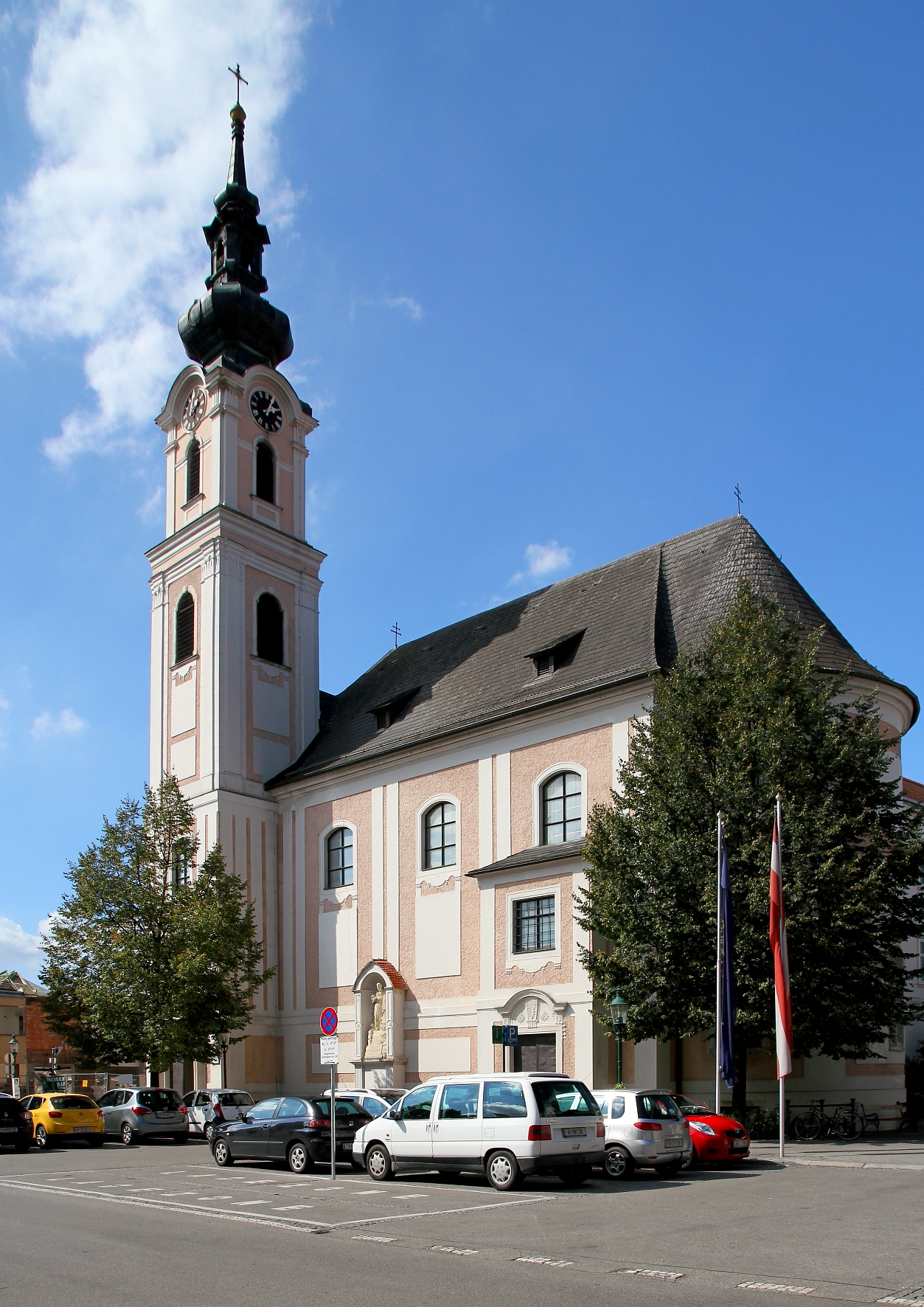
Minoritenkirche Tulln

Die Minoritenkirche in der niederösterreichischen Stadt Tulln an der Donau ist eine ehemalige Klosterkirche und dem hl. Johannes Nepomuk geweiht.

## Baugeschichte
Die Anfänge der Kirche reichen zurück in die Zeit des Minoritenklosters zu Tulln, das bereits 1225, noch zu Lebzeiten des Ordensgründers Franz von Assisi, seinen Beginn hatte. Das ursprüngliche Kirchengebäude mit romanischen und gotischen Einflüssen wurde jedoch 1735 abgetragen, nachdem mit dem Neubau der heutigen Kirche unmittelbar südlich davon begonnen wurde, welcher innerhalb der kurzen Zeit zwischen 1732 und 1739 fertiggestellt werden konnte. Die Konsekration erfolgte am 13. Juni 1739 durch den Passauer Weihbischof Anton Josef Graf von Lamberg.
Der 1819 neu erbaute Turm war ursprünglich recht niedrig ausgeführt, weshalb er 1889 eine wesentliche Erhöhung erfuhr und nach dem Vorbild der Kirche von Pöchlarn einen barocken Helm erhielt.

## Architektur
Die Saalkirche zeichnet sich einerseits durch ihre spätbarocke Einheitlichkeit aus und erlangt gleichzeitig besonderen Reiz durch den Gegensatz zwischen dem weiß gehaltenen Langhaus und des von rotem, braunem und grünem Stuccolustro geprägten Presbyteriums.

### Deckenfresken

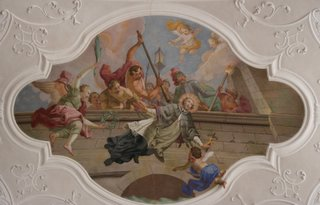
Der Brückensturz des hl. Johannes Nepomuk

Die Deckenfresken bilden einen Zyklus, der dem Kirchenpatron, dem hl. Johannes Nepomuk (1350–1393) gewidmet ist.
Johannes Nepomuk wurde 1729 heiliggesprochen und erfuhr somit in jener Zeit der Kirchenerrichtung besondere Aufmerksamkeit.
Das Bild 'Johannes als Beichtvater der Königin von Böhmen' findet sich unter der Orgelempore vor den Beichtstühlen, 'Johannes vor dem König Wenzel IV.' ist oberhalb der Empore im Bereich der Orgel zu sehen. In Richtung Apsis fortschreitend geben die Platzelgewölbe den Raum für 'Johannes als Prediger', 'Die Wallfahrt des Heiligen nach Altbunzlau', und schließlich 'Der Brückensturz des Heiligen' mit einem Engel, der im Bemühen Johannes zu stützen, förmlich aus dem Rahmen des Freskos gedrängt wird, wobei sein Fuß tatsächlich plastisch in Stuck ausgeführt ist. Dieser Brückensturz bildet auch den Hintergrund seiner Heiligsprechung, denn nach der Legende nahm er diesen Märtyrertod auf sich, da er nicht bereit gewesen sei, das Beichtgeheimnis der Königin von Böhmen gegenüber König Wenzel IV. preiszugeben.
Als Schöpfer der Fresken wird der Tullner Minorit Innozenz Moscherosch (1697–1772) angenommen. Werke, die mit hoher Sicherheit von diesem Meister stammen, sind ein Johannes-Nepomuk-Bild in der Tullner Stadtpfarrkirche und die 'Stigmatisation des hl. Franz von Assisi' in der Wiener Minoritenkirche.

### Presbyterium
Der Freskenzyklus findet seinen Abschluss und Höhepunkt im Hochaltarbild, das, von einem schwarz-goldenen Stuckrahmen umgeben, als Fresko in die Architektur der Apsis eingebunden ist. Das ebenfalls Moscherosch zugeschriebene Bild zeigt wiederum den hl. Johannes Nepomuk, der über Vermittlung der Jungfrau Maria seine Aufnahme in den Himmel erfährt, nicht ohne noch Schutz für die im linken unteren Bildbereich erkennbare Stadt Tulln zu erflehen. Entsetzt flüchtet der Teufel höllenwärts.

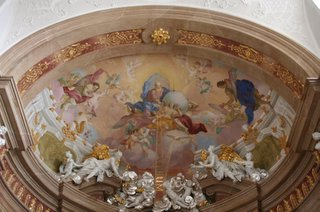
Gewölbefresko der Apsis

Das Gewölbefresko der Apsis wird durch die Heilige Dreifaltigkeit eingenommen, wobei bemerkenswert ist, dass Christus nicht als Person, sondern durch den Schriftzug 'Verbum' dargestellt wird.
Der Hochaltar selbst ist geprägt durch einen Sarkophagtisch aus grünem Stuckmarmor. Der Tabernakel besitzt einen Aufbau, der dem Gnadenbild der Basilika von Mariazell nachgebildet ist.
Zu beiden Seiten des Hochaltars finden sich lebensgroße, aus weißem Alabaster gefertigte Statuen, links Johannes der Täufer mit dem Spruchband 'Ecce Agnus Dei', rechts der Evangelist Johannes mit den Worten 'Caro Factum Est' auf seinem Buch.
Unter den Fenstern sind die Büsten der Apostel Petrus (links) und Paulus (rechts) angebracht. Die Statuen des hl. Leopold (links) und des hl. Wenzel (der nicht mit Wenzel IV. ident ist) mit dem Wappen, das den böhmischen Löwen zeigt (rechts), bilden den Abschluss des Presbyteriums gegen das Langhaus. Sie sollen, ebenso wie der Täufer und der Evangelist, auf den Tullner Bildhauer Sebastian Gurner zurückgehen.

### Langhaus

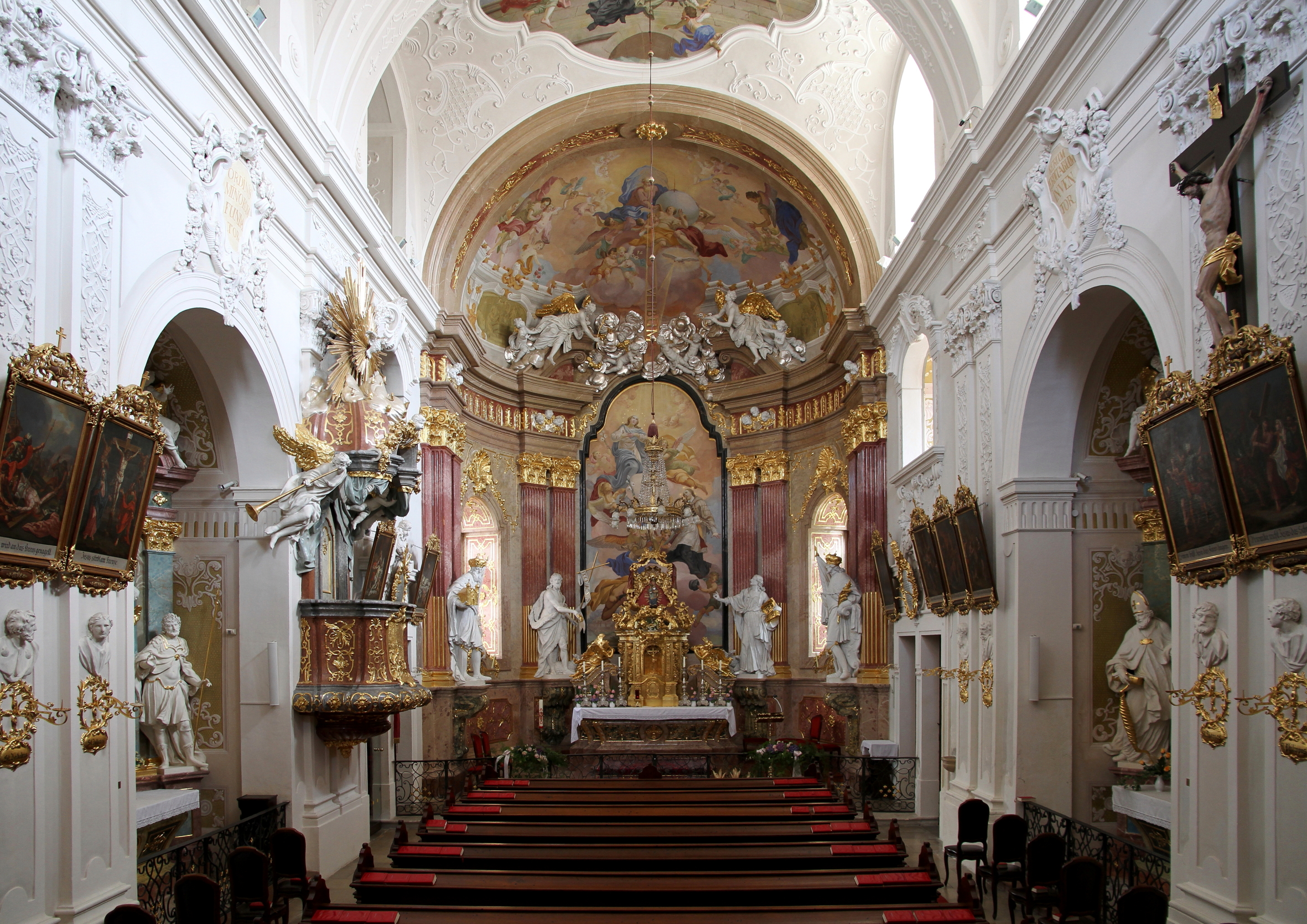
Blick in das Langhaus

Das Langhaus ist vierjochig ausgeführt, wobei die Platzelgewölbe durch Doppelgurten geteilt werden, die ihrerseits auf Doppelpilastern ruhen. Das zierliche Bandelstuckwerk und die Stuckfelderrahmung der Deckenfresken entsprechen dem Stil des ersten Drittels des 18. Jahrhunderts.
Die Nischen der Joche beherbergen zu beiden Seiten jeweils zwei Altäre. Der Altar links vorne trägt die Widmung 'Ordinis Minorum Fundator' und ist dem hl. Franz von Assisi geweiht. Das Bild ist eine Darstellung des Franciscus Seraphicus und stammt vermutlich noch aus der ursprünglichen Kirche. Die Seitenfiguren entsprechen dem hl. Mauritius und dem Apostel Judas Thaddäus. Das Tabernakelrelief zeigt den hl. Franz, der ein Schaf lehrt, Gott anzubeten.
Gegenüber findet sich der Altar des auch auf dem Bild dargestellten hl. Antonius von Padua, 'Rerum Perditarum Inventor'. Ihm zur Seite die Figuren des hl. Erasmus und des hl. Blasius, das Tabernakelrelief mit dem Esel des Häretikers, der seine Knie vor dem Allerheiligsten beugt.
'Filii Dei Nutritor' ist die Widmung des Altars links hinten, dessen Altarbild den hl. Josef darstellt, umgeben von den Figuren der Eltern der Gottesmutter, Joachim und Anna. Der sterbende Franz Xaver bildet das Relief des Tabernakels.
Der Altar 'Aedium Conservator' birgt das Bild des hl. Florian, wobei links unten im Gemälde das brennende Kloster mit der Stadt Tulln zu sehen ist. Statuen des hl. Sebastian und des hl. Rochus stehen im bei, auf dem Tabernakel die hl. Rosalia.
Die Kanzel schließlich kehrt zum Grundthema des hl. Johannes Nepomuk zurück und zeigt Bergung des toten Märtyrers aus der Moldau vor dem Hintergrund der Karlsbrücke und der Altstadt von Prag.
Holzskulpturen des hl. Franz von Padua (links) und des hl. Leonhard markieren den Übergang zum Bereich unter der Orgelempore, der zwischen den Beichtstühlen noch die Figur des hl. Josef von Kupertin beherbergt.

### Loretokapelle
In nördlicher Richtung findet sich der Zugang zur Loretokapelle, die wohl älter ist als der übrige Kirchenbau. Sie ist eine Nachbildung der Casa santa in Loreto und als solche als unverputztes Ziegelgewölbe ausgeführt. Über dem Altar ist die 'Schwarze Madonna von Loreto' hinter einem barocken Holzgitter angeordnet, umgeben von Engeln und erhellt vom Lichteinfall der seitlichen Fenster.

### Unterkirche und Einsiedelei
Die Unterkirche nimmt weitgehend den Raum des Langhauses ein. Die Wände sind in Grabnischen geteilt, die nur in der Zeit von 1750 bis 1780 Verwendung fanden. Unter dem Presbyterium befindet sich ein Altar mit dem liegenden Johannes Nepomuk, der von der Königin von Böhmen beweint wird. Ein Durchblick über dem Altar in die Oberkirche gibt der Seele des Toten den Weg in seine Glorie, das Hochaltarbild, frei.
Unter der Loretokapelle befindet sich die Einsiedelei, vier Räume, deren Wände teilweise mit grober Schlacke verputzt und mit Muscheln verziert sind. Über die Verwendung liegt keine genaue Überlieferung vor.